# Fridene station
Fridene station i Fridene socken i Hjo kommun var en station vid Hjo-Stenstorps Järnväg. Stationen invigdes den 12 november 1873 och lades ner den 1 september 1967. Stationen hade inte så många resande då bebyggelsen kring stationen var tämligen gles, men kom att bli livligt anlitad för godstransporter från Annefors bruk och från torvindustrierna i närheten av stationen.

## Annefors bruk
Annefors bruk anlades på 1760-talet av Fredric Ulric von Essen på Kavlås. Bruket lär ha fått sitt namn efter hans hustru Anne-Charlotte. På Annefors anlades ett manufakturverk och en plåthammare drivna av Tidans vatten. Bruket kom att byggas ut med flera verksamheter. Bland annat anlades ett tegelbruk. Brukets verksamhet trappades ner under tidens lopp så att till slut endast tegelbruket återstod. Detta byggdes om åren 1937-1938. Brann ned 1942 men återuppbyggdes 1943. Tegelbruket lades ned 1965. I början 1900-talet anlades ett 2,6 kilometer långt stickspår till bruket, stickspåret lades ner omkring 1940. På stickspåret skedde driften med hästar som dragkraft.

## Torvbrytning
På Hjortamossen söder om stationen drevs två torvindustrier som båda använde Fridene station för att transportera sina produkter. 
Fridene Torvströfabriks AB startades 1890 och producerade huvudsakligen torvströ fram till 1940 då produktionen lades om till bränntorv fram till nedläggningen 1943. För transport av torven från brytningen fanns ett spårsystem med Decauvillespår på mossen och även ett spår upp till stationen.
Furuslätts Torv AB startades 1892 och låg på den del av Hjortamossen som låg inom Fröjereds församling och lades ner 1922.